# نونو ماركيز
نونو ماركيز (بالبرتغالية: Nuno Marques‏) مواليد 9 أبريل 1970 في بورتو، هو لاعب كرة مضرب برتغالي سابق بدأ مسيرته كمحترف سنة 1986 وكان يلعب باليد اليسرى، اعتزل اللعب في 2001. أعلى تصنيف له في الفردي كان المركز الـ 86 في سنة 1995. أعلى تصنيف له في الزوجي كان المركز الـ 58 في سنة 1997. سبق أن شارك في دورة الألعاب الأولمبية الصيفية.

## النهائيات

### الزوجي: 3 (الألقاب 1, الوصافة 2)
| الحصيلة | الرقم | التاريخ         | الدورة                                | الأرضية | الشريك             | المنافس                       | النتيجة  |
| ------- | ----- | --------------- | ------------------------------------- | ------- | ------------------ | ----------------------------- | -------- |
| الوصافة | 1.    | يوليو 10, 1995  | بطولة نيوبورت للتنس، الولايات المتحدة | عشبية   | بول كيلدراي        | ماركوس زوكي يورن رنزبرينك     | 6–1, 6–2 |
| الوصافة | 2.    | سبتمبر 15, 1996 | بورنموث، المملكة المتحدة              | صلبة    | رودولف جيلبرت      | غريغ روسديسكي مارك كيفن غولنر | 6–3 7–6  |
| الفوز   | 1.    | مارس 24, 1997   | بطولة الدار البيضاء للتنس، المغرب     | ترابية  | جوام كونا إي سيلفا | كريم العلمي هشام أرازي        | 7–6, 6–2 |

## الخط الزمني للفردي
مفتاح
| ف | ن | ن.ن | ر.ن | د# | د.م | ل | أ.أ | ت | غ | ب | ف | ذ | م.خ | ل.ت |

(ف) فاز بالبطولة (ن) وصل النهائي (ن.ن) نصف النهائي (ر.ن) ربع النهائي (د#) الأدوار الأربعة الأولى (د.م) دور المجموعات (ل) شارك في كأس ديفيز (أ.أ) خرج من الأدوار الاولى (ت) خسر التصفيات التأهيلية (غ) غاب عن الحدث أو البطولة (ب) حصل على ميدالية برونزية (ف) حصل على ميدالية فضية (ذ) حصل على ميدالية ذهبية (م.خ) بطولة الماسترز خُفضت إلى مرتبة أقل (ل.ت) البطولة لم تعقد في السنة المعينة.
لتجنب الارتباك وازدواجية الحساب، يتم تحديث هذه المعلومات إما في نهاية البطولة، أو عندما تكون مشاركة اللاعب في البطولة قد انتهت.
| الدورة/Year        | 1986 | 1987 | 1988 | 1989 | 1990 | 1991 | 1992 | 1993 | 1994 | 1995 | 1996 | 1997 | 1998 | 1999 | 2000 | 2001 | 2002 | م.ف    | ف-خ  | فوز % |
| ------------------ | ---- | ---- | ---- | ---- | ---- | ---- | ---- | ---- | ---- | ---- | ---- | ---- | ---- | ---- | ---- | ---- | ---- | ------ | ---- | ----- |
| دورات الجراند سلام |      |      |      |      |      |      |      |      |      |      |      |      |      |      |      |      |      |        |      |       |
| أستراليا المفتوحة  | غ    | غ    | غ    | د1   | غ    | د2   | غ    | غ    | غ    | غ    | د1   | غ    | غ    | غ    | غ    | غ    | غ    | 0 / 3  | 1–3  | 25%   |
| فرنسا المفتوحة     | غ    | غ    | غ    | د1   | د2   | د1   | غ    | غ    | غ    | غ    | غ    | غ    | غ    | غ    | غ    | غ    | غ    | 0 / 3  | 1–3  | 25%   |
| ويمبلدون           | غ    | غ    | غ    | غ    | غ    | د1   | غ    | غ    | غ    | د1   | غ    | د1   | غ    | د1   | غ    | غ    | غ    | 0 / 4  | 0–4  | 0%    |
| أمريكا المفتوحة    | غ    | غ    | د1   | غ    | غ    | د2   | غ    | غ    | غ    | د2   | غ    | غ    | غ    | غ    | غ    | غ    | غ    | 0 / 3  | 2–3  | 40%   |
| فوز-خسارة          | 0–0  | 0–0  | 0–1  | 0–2  | 1–1  | 2–4  | 0–0  | 0–0  | 0–0  | 1–2  | 0–1  | 0–1  | 0–0  | 0–1  | 0–0  | 0–0  | 0–0  | 0 / 13 | 4–13 | 24%   |

## روابط خارجية
- نونو ماركيز على موقع رابطة محترفي التنس (الإنجليزية)
- نونو ماركيز على موقع الاتحاد الدولي لكرة المضرب (الإنجليزية)
- نونو ماركيز على موقع كأس ديفيز (الإنجليزية)
- نونو ماركيز على موقع خلاصة التنس.كوم (الإنجليزية)
- نونو ماركيز على موقع أوليمبيديا (الإنجليزية)